# مارغريت كلارك
مارغريت كلارك (بالإنجليزية: Marguerite Clark)‏ هي ممثلة أمريكية، ولدت في 22 فبراير 1883 في الولايات المتحدة، وتوفيت في 25 سبتمبر 1940 بنيويورك في الولايات المتحدة بسبب ذات الرئة. بدأت مشوارها المهني سنة 1914.

## أعمال

### أفلام
- (1915) الأخوات السبعة

## وصلات خارجية
- مارغريت كلارك على موقع IMDb (الإنجليزية)
- مارغريت كلارك على موقع الموسوعة البريطانية (الإنجليزية)
- مارغريت كلارك على موقع أول موفي (الإنجليزية)
- مارغريت كلارك على موقع قاعدة بيانات برودواي على الإنترنت (الإنجليزية)
- مارغريت كلارك على موقع قاعدة بيانات الأفلام السويدية (السويدية)
- مارغريت كلارك على موقع كينوبويسك (الروسية)